# Commiphora kuneneana
Commiphora kuneneana là một loài thực vật có hoa trong họ Burseraceae. Loài này được Swanepoel mô tả khoa học đầu tiên năm 2007.